# アミカシン
アミカシンは多数の細菌感染症に使用される抗生物質である。アミカシンが用いられる細菌感染症には感染性関節炎、腹腔内感染症、髄膜炎、肺炎、敗血症、尿路感染症があげられる。また、多剤耐性結核の治療にも用いられる。投与法は点滴注射または筋肉注射である。
アミカシンはその他のアミノグリコシド系抗生物質と同様に難聴、平衡感覚の衰え、腎不全の原因になることがある。その他の副作用には麻痺による呼吸困難である。妊娠中の服用は生まれてくる子供の聴覚障害の原因になることがある。アミカシンの作用機序は細菌のリボソーム30Sサブユニットの働きを阻害しタンパク質の生産を阻止することにより効果がある。
アミカシンは1971年に特許認定され、1976年に商品化された。アミカシンは世界保健機関の必須医薬品リストに掲載される最も効果的で安全な医療制度に必要とされる医薬品である。開発途上国での卸値は1カ月分で$13.80～$130.50米ドルである。米国での一般的な一貫の治療にかかる費用は$25～$50米ドルである。アミカシンはカナマイシンから製造される
。